# Sven Lidman (lexikograf)
Sven Samuel Lidman, född 3 december 1921 i Adolf Fredriks församling i Stockholm, död 28 februari 2011 i Hedvig Eleonora församling i Stockholm, var en svensk författare och lexikograf. 

## Biografi

### Karriär
Sven Lidman utvecklade ett pedagogiskt berättande i bland annat Focus. Han har skapat Kunskapens bok, Focus, Lilla Focus, Combi Visuell, Combi lexikon, Familjens universallexikon, Bonniers familjelexikon och Bonniers stora lexikon. 
Sven Lidman hade som förebilder Johan Amos Comenius och encyklopedisten Denis Diderot, som båda arbetade med likartade koncept att kombinera ord och bild. Hans signum är de rikt illustrerade lexikon som spridit sig över hela världen, med en layout där bildmaterialet kunde användas globalt medan texterna översattes. Lidmans lexivisioner finns i 25 miljoner uppslagsböcker i 25 länder.[källa behövs]
Tillsammans med art directorn och tecknaren Jan-Erik Ander startade han 1980 företaget Lidman Information AB, vars affärsidé var att producera lexivisuell ord- och bildinformation enligt Lidmans utvecklade idéer, som såldes som bokidéer till företag även i andra länder. Han grundade 1983 Bild och Ord Akademin.

### Familj
Sven Lidman var son till författarna Sven Lidman och Brita Otterdahl och bror till Sam Lidman (1923–2012), Eva Berggrén (1925–2009) och Bibi Langer (1928–2020). Han är begravd på Gamla griftegården i Linköping.

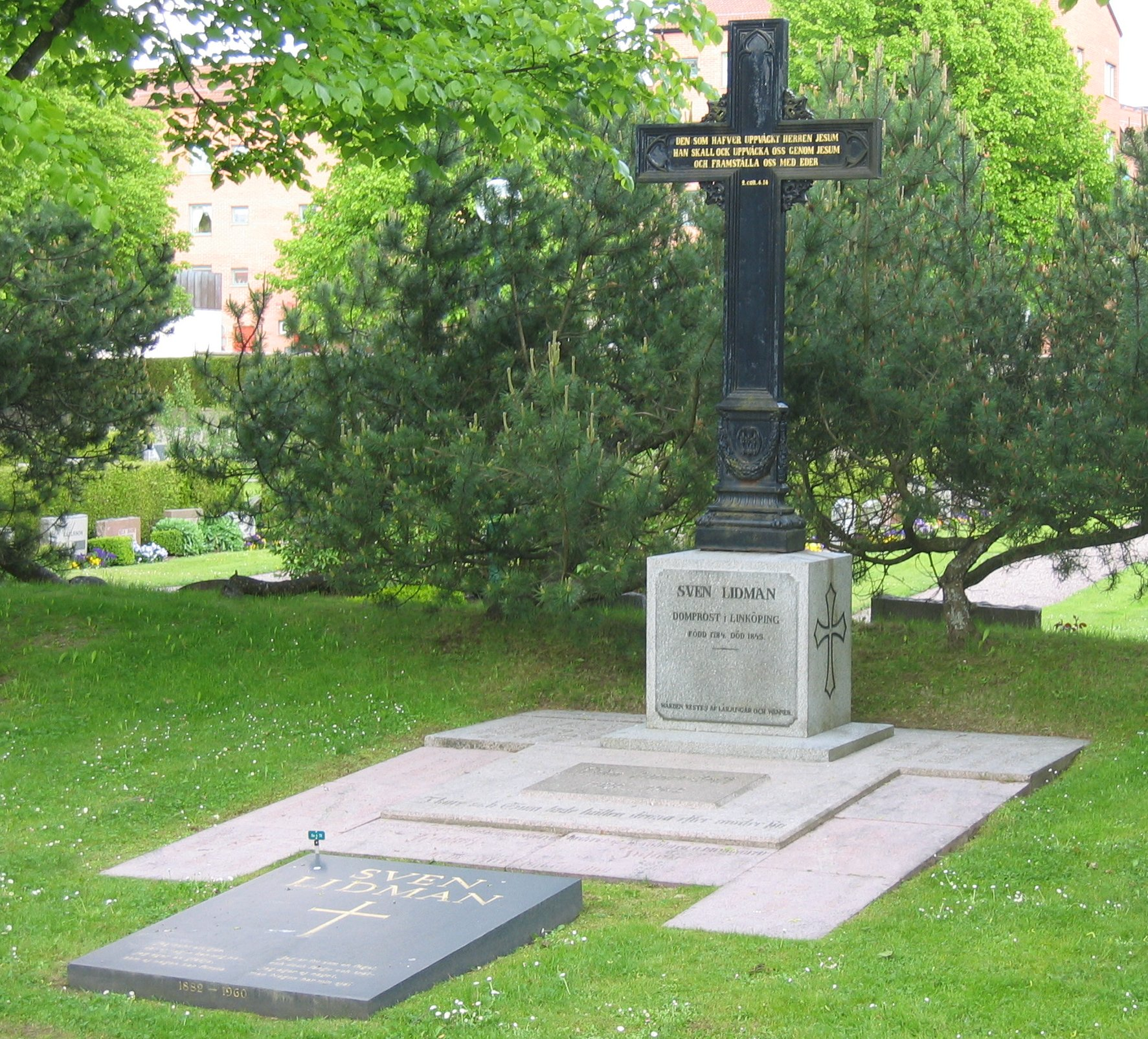
Den Lidmanska familjegraven i Linköping, där Sven Lidman vilar.